# Fajarda
Fajarda é uma povoação portuguesa do Município de Coruche que foi sede da extinta Freguesia de Fajarda, freguesia que tinha 49,93 km² de área e 1 839 habitantes (2011), e, por isso, uma densidade populacional de 36,8 hab/km². Situa-se a 5 km da sede do município.
A Freguesia de Fajarda foi extinta em 2013, no âmbito de uma reforma administrativa nacional, tendo sido agregada às freguesias de Coruche e Erra, para formar uma nova freguesia denominada União das Freguesias de Coruche, Fajarda e Erra com a sede em Coruche.
Além da povoação que lhe dava o nome, a Freguesia de Fajarda englobava ainda a Herdade do Cascavel, parte da Herdade da Agolada e as herdades ribeirinhas de Gravinha, Courela do Outeiro, Chão Barroso, Parreira, Vale Covinho, Zambaninha, Gamas, Amieira, Montinho do Picamilho, São Romão, Machada, Calabre, Torre da Falcôa, Rebolo, Vinagre, Maria de Ciso, Colmeeirinho, Colmeeiro, Coelhos, Courela da Misericórdia e Cabide.

## População
| População da freguesia de Fajarda | População da freguesia de Fajarda | População da freguesia de Fajarda | População da freguesia de Fajarda | População da freguesia de Fajarda | População da freguesia de Fajarda | População da freguesia de Fajarda | População da freguesia de Fajarda | População da freguesia de Fajarda | População da freguesia de Fajarda | População da freguesia de Fajarda | População da freguesia de Fajarda | População da freguesia de Fajarda | População da freguesia de Fajarda | População da freguesia de Fajarda |
| --------------------------------- | --------------------------------- | --------------------------------- | --------------------------------- | --------------------------------- | --------------------------------- | --------------------------------- | --------------------------------- | --------------------------------- | --------------------------------- | --------------------------------- | --------------------------------- | --------------------------------- | --------------------------------- | --------------------------------- |
| 1864                              | 1878                              | 1890                              | 1900                              | 1911                              | 1920                              | 1930                              | 1940                              | 1950                              | 1960                              | 1970                              | 1981                              | 1991                              | 2001                              | 2011                              |
|                                   |                                   |                                   |                                   |                                   |                                   |                                   |                                   |                                   |                                   |                                   |                                   | 1 944                             | 1 893                             | 1 839                             |

Criada pela lei nº 43/84, de 31 de Dezembro, com lugares desanexados da freguesia de Coruche
| Distribuição da População por Grupos Etários | Distribuição da População por Grupos Etários | Distribuição da População por Grupos Etários | Distribuição da População por Grupos Etários | Distribuição da População por Grupos Etários | Distribuição da População por Grupos Etários | Distribuição da População por Grupos Etários | Distribuição da População por Grupos Etários | Distribuição da População por Grupos Etários | Distribuição da População por Grupos Etários |
| -------------------------------------------- | -------------------------------------------- | -------------------------------------------- | -------------------------------------------- | -------------------------------------------- | -------------------------------------------- | -------------------------------------------- | -------------------------------------------- | -------------------------------------------- | -------------------------------------------- |
| Ano                                          | 0-14 Anos                                    | 15-24 Anos                                   | 25-64 Anos                                   | > 65 Anos                                    |                                              | 0-14 Anos                                    | 15-24 Anos                                   | 25-64 Anos                                   | > 65 Anos                                    |
| 2001                                         | 248                                          | 222                                          | 956                                          | 467                                          |                                              | 13,1%                                        | 11,7%                                        | 50,5%                                        | 24,7%                                        |
| 2011                                         | 245                                          | 162                                          | 945                                          | 487                                          |                                              | 13,3%                                        | 8,8%                                         | 51,4%                                        | 26,5%                                        |

Média do País no censo de 2001:  0/14 Anos-16,0%; 15/24 Anos-14,3%; 25/64 Anos-53,4%; 65 e mais Anos-16,4%
Média do País no censo de 2011:   0/14 Anos-14,9%; 15/24 Anos-10,9%; 25/64 Anos-55,2%; 65 e mais Anos-19,0%